# Rușii-Munți
Rușii-Munți je rumunská obec v župě Mureș. Žije zde přibližně 1 800 obyvatel. Obec se skládá ze čtyř částí.

## Části obce
- Rușii-Munți – 1 175 obyvatel
- Maiorești – 177 obyvatel
- Morăreni – 316 obyvatel
- Sebeș – 159 obyvatel